# 八日目の蟬
『八日目の蟬』（ようかめのせみ）は、角田光代による日本の小説。読売新聞夕刊にて2005年（平成17年）11月21日から2006年（平成18年）7月24日まで連載、中央公論新社より2007年（平成19年）3月25日に刊行された。第2回中央公論文芸賞受賞作。2010年（平成22年）にNHK総合テレビにてテレビドラマ化（後述）、2011年（平成23年）に松竹配給で映画化（後述）された。
「母性」をテーマに、不倫相手の女児を誘拐した女性の逃亡劇と誘拐された少女の成長後を描く。1993年（平成5年）12月に発生した日野OL不倫放火殺人事件が本作のヒントになっている。

## 概要
「母性」をテーマにした作品。不倫相手の子供を誘拐した女・希和子の3年半の逃亡劇と、事件後、大人になった子供・恵理菜の葛藤を描く全2章（プロローグである第0章を入れると全3章）から構成される。サスペンス調だが、出生、愛情、家族などの日常的な要素が、独特の切り口で描かれる。

## あらすじ
第0章
秋山丈博の愛人であった野々宮希和子は秋山宅に侵入した。眠っていた赤ん坊（秋山恵理菜）を一目見るためであったが、赤ん坊が笑いかけたのを見て衝動的に誘拐した。
第1章
希和子は「薫」と名づけた赤ん坊とともに逃亡を始め、まず事情を知らない親友の手を借りた。その後、立ち退きを迫られている女の家での滞在や、偶然に遭遇した女性だけで共同生活を送る「エンジェルホーム」に所持金をすべて手放して入所した。さらにエンジェルホームで出会った共同生活者の手助けを得て、瀬戸内海の小豆島に逃亡し、安心感を得た生活を送ったものの、1枚の写真がきっかけで希和子は逮捕された。
第2章
成人した恵理菜は、妻子持ちの岸田と付き合う中で希和子と同様に妊娠し、岸田は丈博同様頼りにならなかったが、「緑のきれいなころ」という言葉から、自分の判断を下した。また、恵理菜の前に、かつてエンジェルホームにいたという安藤千草が登場した。最後は瀬戸内海の場面と「仮の親子」の運命に関する描写で締めくくられる。

## 登場人物

### 主要人物
野々宮 希和子（ののみや きわこ） / 宮田 京子（みやた きょうこ） / ルツ
1955年、小田原市生まれ。大手下着メーカーK社に就職。不倫と知りつつも相手の言葉に乗せられ、同僚の秋山丈博と付き合い始める。丈博の子を堕胎した経験から子宮内が癒着し、子供を産めない体になる。恵津子に言われた言葉が今も心の傷となっている。恵理菜を一目見るだけのつもりだったが、衝動的に連れ去り、「薫」と名付ける。これが原因で誘拐犯として追われる身となり、潜伏先を転々としながらエンジェルホームに逃げ込む。そこでも自分たちの娘や妻を奪い返そうとする家族団体からの抗議に巻き込まれる中、警察の介入を恐れて再び逃亡を計画。久美の協力を得て小豆島へ逃亡する。久美の母・昌江のもとで偽名（宮田京子）を使い働きながら、愛情をもって薫を育てるが、既に指名手配犯となっていた。小豆島の行事で自身が写ったアマチュアカメラマンの写真が全国版の新聞に載ったことがきっかけで、最終的に警察に逮捕される。
秋山 恵理菜（あきやま えりな） / 宮田 薫（みやた かおる） / リベカ
1984年8月19日生まれ。薫としては7月30日生まれ。大学生。生後6か月で希和子に連れ去られ、彼女の娘・薫として育てられるが、4歳の時に希和子が逮捕され、家族のもと（秋山家）に戻る。しかし、このことが大々的に報道され、世間からの好奇の目に晒されてしまったため、誰とも馴染めない日々を過ごす。実の親との関係もぎくしゃくし、親の反対を押し切って一人暮らしをしている。18年前の出来事を客観的に見ているものの、実は自分が何者なのか分からずにいる。岸田と不倫関係にあり、岸田の子を妊娠。希和子と同じ道を歩んでしまっている。18年ぶりに千草と再会し、次第に彼女に心を許す中で、失った自分を取り戻していく。

### 恵理菜の近親者
秋山 丈博(あきやま たけひろ)
1951年、長野県生まれ。恵理菜の父親。不倫中は希和子に妻との離婚をよく口にし、希和子は丈博との将来を現実的に考えるようになる。しかし妊娠を告げた希和子に、離婚計画が台無しになると堕胎を説得する。事件解決後、誘拐事件に対して無関心を装い住居や職を転々とする。原因が自分にあると指摘されるのを心底恐れていたためである。
秋山 恵津子(あきやま えつこ)
1953年生まれ。恵理菜の母親。ヒステリックな一面を持ち、夫の不倫相手だった希和子を罵倒する。誘拐事件当時は別の男友達がおり、事件発生直後に男友達を疑ったために誘拐事件の初動捜査が狂い、希和子が逃亡できた原因を作る。戻ってきた恵理菜にどう接してよいか分からず、不器用な愛情を与えたことが原因で、恵理菜を苦しめる存在となっている。
秋山 真理菜(あきやま まりな)
1985年生まれ。恵理菜の妹。今でこそ恵理菜が唯一緊張せずに話し合える仲だが、戻ってきた当初は彼女を避けていた。
岸田
恵理菜の不倫相手。恵理菜が事務のアルバイトで勤務した塾の講師。

### 逃亡生活の中で出会った人々
仁川 康枝(にがわ やすえ)
希和子の学生時代の同級生。希和子の不倫関係の相談に乗っていた親友。事情を知らずに一時的に希和子を住まわせる。
中村 とみ子(なかむら とみこ)
康枝宅を出て、最初に逃げ込んだ家の住人。家からの立ち退きを迫られているが、周囲との関わりを一切絶ち、要請にも応じない。演歌を大音量で流している。
安藤 千草(あんどう ちぐさ) / マロン
1976年頃生まれ。エンジェルホームではマロンと呼ばれ、リベカ（薫）とよく遊んでいた。フリーライターとしてエンジェルホームの問題や恵理菜の事件を取材し、これまでは自費出版だが、今度は正式に出版社から本を出そうとしている。エンジェルホームにいたことが原因で、いじめを受けたりして、本人いわく、現在は「母親のすねをかじって」いる。男性経験がないことをコンプレックスに感じている。後半、物語が大きく動くきっかけとなる存在。
沢田 久美(さわだ くみ) / エステル
1957年生まれ。夫の不倫が原因で離婚した後、裁判で子供の親権も奪われたことに絶望し、エンジェルホームにやってくる。のちにルツ（希和子）に自分の母親の住所を教え、希和子の逃亡を手助けする。
沢田 昌江(さわだ まさえ)
久美の母親。小豆島で素麺屋を営む。久美が離婚した後、突き放すような言い方をしてしまい、それによって久美が姿を消したと思い心配している。希和子が久美のことを知っていて、自分を頼るように言付けていたことから希和子を受け入れ、自分の素麺屋で働かせるが、彼女が指名手配されていることを知らなかった。

### エンジェルホーム
ボランティア団体を自称し、現世において具現化された楽園としているが、実態は家族や夫らに理不尽な仕打ちを受けたり、見放されたりするなど複雑な事情を抱えてやって来た女性たちで構成されている。ここではこの楽園を世に広めることを奉仕として行っており、雑誌などの持ち込みは一切禁じられている。「スタディ」という名の研修を行い、その後の面談を経てホームメンバーの可否が決められる。このとき、持っている財産をすべて手放さなければならないという誓約を交わす。メンバーは俗世で「ワーク」という名の労働を行う。
エンゼル / 長谷川 ナオミ(はせがわ ナオミ)
エンジェルホームの代表。希和子の正体を知ったのは受け入れ後と主張したが、犯人隠匿罪で有罪判決を受ける。
田辺 エレミア(たなべ エレミア) & 諸橋 サライ(もろはし サライ)
エンジェルホームの指導係（マザー）。

## 書誌情報
- 角田光代『八日目の蟬』中央公論新社、2007年3月25日。ISBN 978-4-12-003816-7。
- 角田光代『八日目の蟬』中央公論新社〈中公文庫〉、2011年1月25日。ISBN 978-4-12-205425-7。

## テレビドラマ
NHK総合の「ドラマ10」枠にて2010年3月30日から5月4日まで放送された。連続6回。
これまで火曜22時台で放送してきたドキュメンタリー番組『プロフェッショナル 仕事の流儀』が半年間休止されることに伴い、空いたこの時間に「ドラマ10」が新たに設けられることになった（復枠した）。本作はこの第1作となり、主演を務める檀れいの初主演作でもある。本作以後、『ドラマ10』で放送される番組はレターボックス16:9で放送されている。
2010年（平成22年）10月29日、第27回 ATP賞テレビグランプリ2010にて、同作品はグランプリを受賞した。

### キャスト（テレビドラマ）
主要人物
- 野々宮希和子（宮田京子 / ルツ） - 檀れい
- 秋山恵理菜（＝薫） - 北乃きい
- 薫（中学生時） - 勝沼美紅
- 薫（幼少時の恵理菜） - 小林星蘭
- 薫（2歳時） - 篠川桃音
- 秋山恵理菜（＝薫）（6か月） - 奥村夏帆
- 秋山丈博 - 津田寛治
- 秋山恵津子（丈博の妻） - 板谷由夏

東京の人たち
- 道代（薬局の女主人） - あき竹城
- 岸田（恵理菜の不倫相手） - 岡田浩暉
- 里美（希和子の同僚） - たくませいこ
- 女医（希和子を診察する医師）- 安藤玉恵
- 永井千草（マロン / ホーム時代の幼馴染） - 高橋真唯 / 畠山彩奈（8歳）
- 地裁裁判長（希和子の担当裁判官） - 牧村泉三郎
- 遊園地係員（希和子と薫が訪れる遊園地） - 松林慎司

小田原の人
- 仁川康枝（希和子の同級生） - 京野ことみ

名古屋の人たち
- 中村とみ子（ごみ屋敷の謎の女） - 倍賞美津子
- 島本弁護士（とみ子に立ち退きを迫る弁護士） - 松永玲子

岐阜の人たち
- 沢田久美（エステル） - 坂井真紀
- 高石敬子（サライ / ホームの主導者） - 高畑淳子
- 長谷川ナオミ（エンジェル / ホームの教祖） - 藤田弓子
- 永井智恵子（エレミア / ホームの女） - 西山繭子
- 小村文代（イゼベル / ホームの女） - 池津祥子
- 榊原みえ（ホームの女医） - 筒井真理子
- サラ（ホームの女） - 宮澤美保
- 亮太（久美の息子）の継母 -  有坂来瞳
- 徳田宏美 - 宍戸美和公
- 飯塚ユリ - 柳英里紗
- 島崎沙絵（臨月でホームに駆け込んできた少女） - 水沢奈子
- 島崎一郎（ホームにいる沙絵の父親） - 武野功雄
- 取材レポーター - 櫻田彩子

小豆島の人たち
- 篠原文治（希和子に思いを寄せる島の漁師） - 岸谷五朗
- 沢田昌江（久美の母） - 吉行和子
- 大出喜美（ラブホテルの従業員） - 左時枝
- 良子（素麺食堂の従業員） - 阿部朋子
- 光恵（素麺食堂の従業員） - 内山千春
- 土田（醤油工場の若社長） - 石井正則
- 島の医者 - 志賀廣太郎
- 本土の医者 - 須田邦裕
- 病院の看護師 - 小野晴子
- 島の男（希和子に言い寄る男）- 日野陽仁
- 「鈴木写真館」店主 - 藤村俊二

### スタッフ（テレビドラマ）
- 脚本 - 浅野妙子
- 音楽 - 渡辺俊幸
- 演出 - 佐々木章光・藤尾隆（テレパック）
- 制作統括 - 大加章雅、黒沢淳（テレパック）
- 主題歌 - 城南海 「童神〜私の宝物〜」
- 制作・著作 - NHK、テレパック

### 撮影地（テレビドラマ）
- 小豆島 - 醤の郷、エンジェルロード、二十四の瞳映画村、中山千枚田、笠ヶ瀧寺、小豆島大観音、小豆島オリーブ公園（エンドロール）
- その他 - 新岡山港、八王子市夕やけ小やけふれあいの里（エンジェルホーム）、聖蹟桜ヶ丘（秋山家）

### 放送日程
| 各話                                            | 放送日  | サブタイトル   | 演出       | 視聴率 |
| ----------------------------------------------- | ------- | -------------- | ---------- | ------ |
| 第1回                                           | 3月30日 | 逃亡           | 佐々木章光 | 8.2%   |
| 第2回                                           | 4月06日 | エンジェルの家 | 佐々木章光 | 6.2%   |
| 第3回                                           | 4月13日 | 悲しき女たち   | 藤尾隆     | 7.4%   |
| 第4回                                           | 4月20日 | 恋             | 藤尾隆     | 8.4%   |
| 第5回                                           | 4月27日 | 光の島         | 藤尾隆     | 7.2%   |
| 最終回                                          | 5月04日 | 奇跡           | 佐々木章光 | 9.3%   |
| 平均視聴率 7.8%（ビデオリサーチ調べ・関東地区） |         |                |            |        |

### 関連商品
サウンドトラック
- 渡辺俊幸『八日目の蝉 オリジナルサウンドトラック』（2010年4月21日配信、NHK出版）

### ソフト化（テレビドラマ）
| NHK ドラマ10                                 | NHK ドラマ10                             | NHK ドラマ10                                |
| 前番組                                       | 番組名                                   | 次番組                                      |
| -------------------------------------------- | ---------------------------------------- | ------------------------------------------- |
| 枠設立前につき無し                           | 八日目の蝉 （2010年3月30日 - 5月4日）    | 離婚同居 （2010年5月18日 - 6月15日）        |
| NHK総合 火曜22時台                           |                                          |                                             |
| プロフェッショナル 仕事の流儀 ※22:00 - 22:48 | 八日目の蝉 【ここから「ドラマ10」枠】    | 離婚同居                                    |
| NHK BSプレミアム・NHK BS4K プレミアムドラマ  |                                          |                                             |
| しもべえ 特別版 （2022年9月25日 - 11月13日） | 八日目の蝉 （2022年11月20日 - 12月25日） | 我らがパラダイス （2023年1月8日 - 3月12日） |

## 映画
成島出 監督、奥寺佐渡子 脚本で映画化され、2011年（平成23年）4月29日から全国公開。主演は井上真央。
全国224スクリーンで公開され、2011年（平成23年）4月30、5月1日の土日2日間で興収1億5,557万900円、動員14万2,990人、初日3日間で興収が2億2,125万4,000円、動員が19万6,130人になり映画観客動員ランキング（興行通信社調べ）で初登場第5位となった。第35回日本アカデミー賞では10冠を獲得した。

### キャッチフレーズ
- どしゃぶりの雨の中で起きた誘拐事件。犯人は父の愛人。連れ去られたのは、私。私はその人を、本当の「母」だと信じて生きてきた。

### キャッチコピー
- 優しかったお母さんは、私を誘拐した人でした。
- なぜ、誘拐したの？なぜ、私だったの？

### キャスト（映画）
- 秋山恵理菜 - 井上真央
- 安藤千草 -  小池栄子
- 秋山恵津子 - 森口瑤子
- 秋山丈博 - 田中哲司
- 薫（幼少時の恵理菜） - 渡邉このみ
- 仁川康枝 - 吉本菜穂子
- 仁川美紀 - 稲葉菜月
- 沢田久美 - 市川実和子
- エンゼル - 余貴美子
- 沢田雄三 - 平田満
- 沢田昌江 - 風吹ジュン
- 岸田孝史 - 劇団ひとり
- 滝（小豆島の写真館主） - 田中泯
- 野々宮希和子 - 永作博美
- その他の出演者 - 相築あきこ、別府あゆみ、安藤玉恵、安澤千草、ぼくもとさきこ、畠山彩奈、宮田早苗、徳井優、吉田羊、瀬木一将、広澤草

### スタッフ（映画）
- 監督 - 成島出
- 脚本 - 奥寺佐渡子
- 音楽 - 安川午朗
- 撮影 - 藤澤順一
- 照明 - 金沢正夫
- 美術 - 松本知恵
- 装飾 - 中澤正英
- 録音 - 藤本賢一
- 衣装デザイン - 宮本茉莉(STAN-S)
- 編集 - 三條知生
- 音響効果 - 岡瀬晶彦
- スクリプター - 森直子
- ヴィジュアルエフェクト - 田中貴志（マリンポスト）
- 助監督 - 谷口正行、猪腰弘之
- 現像 - IMAGICA
- ロケ協力 - 小豆島映像支援実行委員会、小豆島観光協会、小豆島町、土庄町、小豆島急行フェリー、香川フィルムコミッション、諏訪圏フィルムコミッション、岡山県フィルムコミッション連絡協議会　ほか
- 制作プロダクション - ジャンゴフィルム
- 製作総指揮 - 佐藤直樹
- 製作代表 - 野田助嗣
- 製作者 - 鳥羽乾二郎、秋元一孝
- 企画 - 石田雄治、関根真吾
- プロデューサー - 有重陽一、吉田直子、池田史嗣、武石宏登
- 製作 - 映画「八日目の蟬」製作委員会（日活、松竹、アミューズソフトエンタテインメント、博報堂DYメディアパートナーズ、ソニー・ミュージックエンタテインメント、Yahoo! JAPAN、読売新聞、中央公論新社）
- 配給 - 松竹

### 主題歌
- 中島美嘉「Dear」

### 挿入歌
- ジョン・メイヤー「Daughters」
- 坂本九「見上げてごらん夜の星を」
- ビーチ・ハウス「Zebra」

### 撮影地（映画）
- 小豆島 - 寒霞渓、二十四の瞳映画村、福田港、洞雲山寺、中山農村歌舞伎舞台、戸形崎、中山千枚田
- その他 - 神奈川県平塚市日向岡（秋山家があり、特徴的な三角屋根が集合する住宅地）、青梅鉄道公園（0系新幹線車内）、大坂城とOBP（空撮）、長野県諏訪郡富士見町の廃校（エンジェルホーム）、千葉県東金市の城西国際大学（恵理菜が通う大学）、栃木県足利市の松村写真館（タキ写真館）

### 受賞歴
- 第36回報知映画賞・作品賞 / 主演女優賞（永作博美）[29]
- 2012年エランドール賞 プロデューサー賞 - 有重陽一（日活）[30]
- 第85回キネマ旬報ベスト・テン・主演女優賞（永作博美） / 助演女優賞（小池栄子）
- 第66回毎日映画コンクール・女優助演賞（永作博美）
- 第54回ブルーリボン賞・主演女優賞（永作博美）
- 第35回日本アカデミー賞・最優秀作品賞・最優秀監督賞（成島出）・最優秀主演女優賞（井上真央）・最優秀助演女優賞（永作博美）・最優秀音楽賞・最優秀脚本賞・最優秀撮影賞・最優秀照明賞・最優秀録音賞・最優秀編集賞[31]
- 第3回日本シアタースタッフ映画祭 主演女優賞（井上真央）
- 第35回山路ふみ子映画賞　新人賞（井上真央）
- 第3回TAMA映画賞 最優秀新進女優賞（井上真央）主演女優賞（永作博美）
- 第24回日刊スポーツ映画大賞・石原裕次郎賞 新人賞（井上真央）
- 第21回日本映画批評家大賞 監督賞（成島出）

### ソフト化（映画）
2011年10月28日発売。発売・販売元はアミューズソフトエンタテインメント。
- 八日目の蟬 通常版（DVD1枚組）
  - 映像特典
    - 特報・劇場予告編
- 八日目の蟬 特別版（本編ディスク+特典DVDの2枚組、ブルーレイとDVDでリリース）
  - ディスク1：本編ディスク（通常版と同様）
  - ディスク2：特典DVD
    - メイキング・ドキュメンタリー 女たちが生きた「八日目の蟬」
    - イベント映像集
    - 未公開シーン集

  - 封入特典
    - 【原作】角田光代×【監督】成島出 スペシャル対談 特製ブックレット（16P）

  - 特製アウターケース付き

### テレビ放送
| 回数 | テレビ局   | 番組名（放送枠名） | 放送日        | 放送時間      | 放送分数 | 視聴率 |
| ---- | ---------- | ------------------ | ------------- | ------------- | -------- | ------ |
| 1    | 日本テレビ | 金曜ロードSHOW!    | 2012年6月22日 | 21:00 - 23:14 | 134分    | 12.6%  |
| 2    | 日本テレビ | 金曜ロードSHOW!    | 2016年2月26日 | 21:00 - 22:54 | 114分    | 9.0%   |
| 3    | テレビ東京 | 午後のロードショー | 2022年8月12日 | 13:20 - 15:40 | 120分    |        |
| 4    | NHK BS     | プレミアムシネマ   | 2024年3月20日 | 13:00 - 15:29 | 149分    |        |

- 視聴率はビデオリサーチ調べ、関東地区・世帯・リアルタイム。

## 関連項目

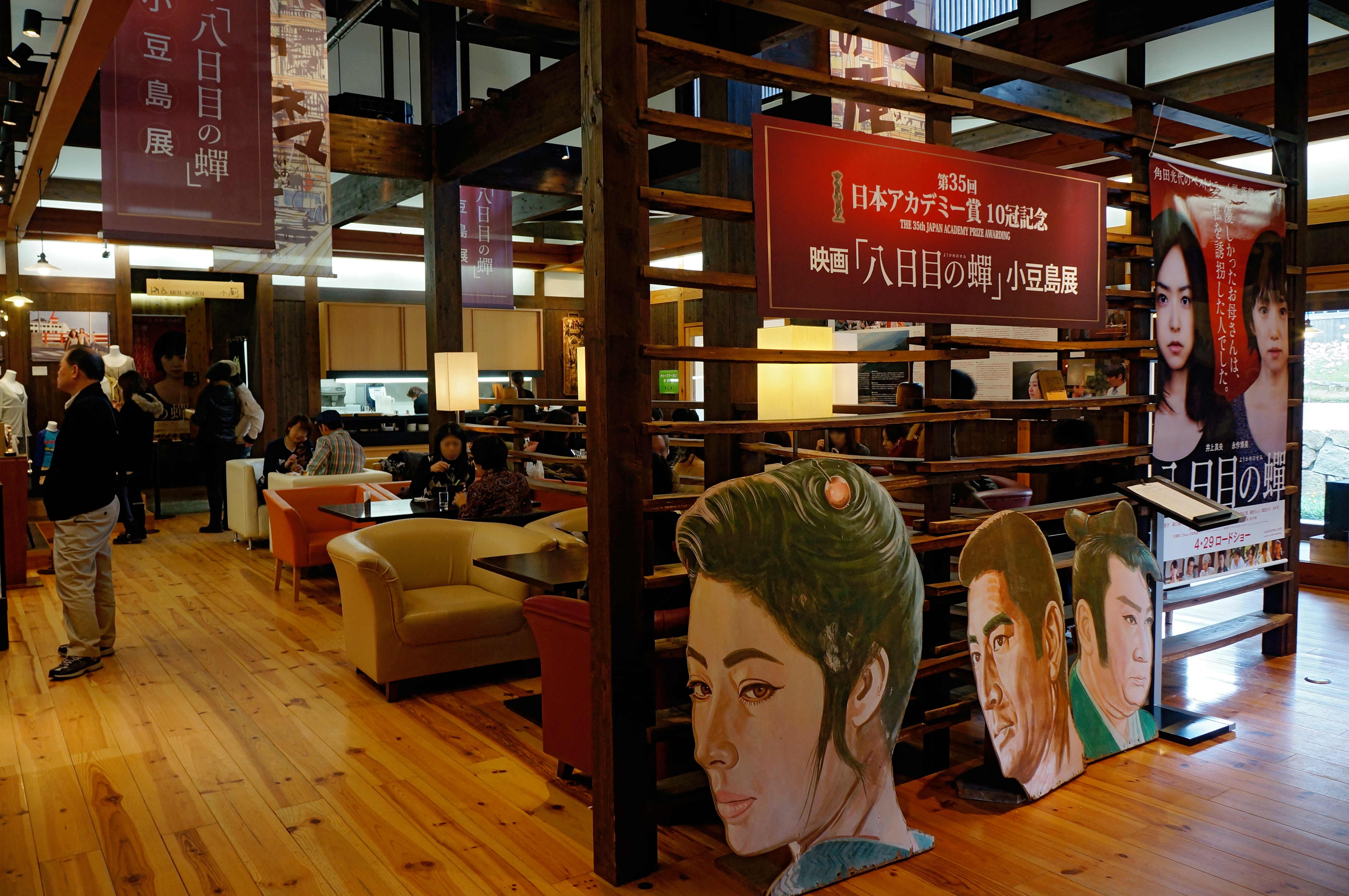
「キネマの庵」館内